# Grand Prix-wegrace der Naties 1950
De Grand Prix-wegrace der Naties 1950 was zesde en laatste race van wereldkampioenschap wegrace voor motorfietsen in het seizoen 1950. De races werden verreden op 10 september 1950 op het Autodromo Nazionale di Monza nabij Monza in de Italiaanse regio Lombardije.

## Algemeen
In de Grand Prix des Nations kwamen niet alleen alle klassen aan de start, maar werden ook wereldtitels in de 500cc-, 250cc-, 125cc- en de zijspanklasse beslist. In de 350cc-klasse was Bob Foster al wereldkampioen. 

## 500cc-klasse
Geoff Duke won de 500cc-race in Monza, maar de tweede plaats was voor Umberto Masetti voldoende om de wereldtitel te winnen. Arciso Artesiani scoorde zijn eerste podiumplaats met de MV Agusta 500 4C.
| Pos | Coureur              | Merk       | Tijd      | Punten |
| --- | -------------------- | ---------- | --------- | ------ |
| 1   | Geoff Duke           | Norton     | 1:11"06'3 | 8      |
| 2   | Umberto Masetti      | Gilera     | +50'7     | 6      |
| 3   | Arciso Artesiani     | MV Agusta  | +1"36'7   | 4      |
| 4   | Alfredo Milani       | Gilera     | +1"36'9   | 3      |
| 5   | Carlo Bandirola      | Gilera     | +1"59'8   | 2      |
| 6   | Dickie Dale          | Norton     | +2"00'1   | 1      |
| 7   | Les Graham           | AJS        | +2"04'7   |        |
| 8   | Johnny Lockett       | Norton     | +2"21'9   |        |
| 9   | Giuseppe Colnago     | Gilera     | +1 ronde  |        |
| 10  | Harold Daniell       | Norton     | +1 ronde  |        |
| 11  | Ted Frend            | AJS        | +1 ronde  |        |
| 12  | Guido Leoni          | MV Agusta  | +2 ronden |        |
| 13  | Armando Miele        | Gilera     | +2 ronden |        |
| 14  | Dante Bianchi        | Moto Guzzi | +2 ronden |        |
| 15  | Bob Foster           | AJS        | +2 ronden |        |
| 16  | Georges Monneret     | Norton     | +3 ronden |        |
| 17  | Auguste Goffin       | Norton     | +3 ronden |        |
| 18  | Benoît Musy          | Moto Guzzi | +3 ronden |        |
| 19  | Adelmo Mandolini     | Moto Guzzi | +3 ronden |        |
| 20  | Lodovico Facchinelli | Gilera     | +4 ronden |        |
| 21  | Dario Basso          | Gilera     | +4 ronden |        |
| 22  | Libero Liberati      | Moto Guzzi | +4 ronden |        |

| Coureur         | Merk       |
| --------------- | ---------- |
| Georges Cordey  | Velocette  |
| Fergus Anderson | Moto Guzzi |
| Maurice Cann    | Moto Guzzi |
| Reg Armstrong   | AJS        |
| Felice Benasedo | Moto Guzzi |
| Nello Pagani    | Gilera     |

| Coureur        | Merk    | Oorzaak   |
| -------------- | ------- | --------- |
| Eric McPherson | Norton  |           |
| Harry Hinton   | Norton  |           |
| Artie Bell     | Norton  | Blessures |
| Jock West      | AJS     |           |
| Syd Jensen     | Triumph |           |

### Top tien eindstand 500cc-klasse
| Pos. | Coureur          | Motorfiets | Ptn.    |
| ---- | ---------------- | ---------- | ------- |
| 1    | Umberto Masetti  | Gilera     | 28 (29) |
| 2    | Geoff Duke       | Norton     | 27      |
| 3    | Les Graham       | AJS        | 17      |
| 4    | Nello Pagani     | Gilera     | 12      |
| 5    | Carlo Bandirola  | Gilera     | 12      |
| 6    | Johnny Lockett   | Norton     | 9       |
| 7    | Artie Bell       | Norton     | 6       |
| 8    | Arciso Artesiani | MV Agusta  | 6       |
| 9    | Harry Hinton     | Norton     | 5       |
| 10   | Ted Frend        | AJS        | 4       |

## 350cc-klasse
De 350cc-race in Monza werd gewonnen door Geoff Duke, die al vrij stevig op de tweede plaats van het wereldkampioenschap stond. Les Graham werd tweede in de race en schoof daardoor eindelijk Artie Bell in de stand om het wereldkampioenschap voorbij. Bell had alleen punten gescoord in de TT van Man en was daarna zwaargewond geraakt in de GP van België. 
| Pos | Coureur          | Merk      | Tijd     | Punten |
| --- | ---------------- | --------- | -------- | ------ |
| 1   | Geoff Duke       | Norton    | 59"18    | 8      |
| 2   | Les Graham       | AJS       | +1'0     | 6      |
| 3   | Harry Hinton     | Norton    | +1'2     | 4      |
| 4   | Dickie Dale      | Norton    | +7'0     | 3      |
| 5   | Bill Lomas       | Velocette | +1"02'3  | 2      |
| 6   | Cecil Sandford   | AJS       | +1"05'1  | 1      |
| 7   | Reg Armstrong    | Velocette | +1"05'3  |        |
| 8   | Ted Frend        | AJS       | +1"50'2  |        |
| 9   | Tommy Wood       | Velocette | +1"50'3  |        |
| 10  | Georges Monneret | AJS       | +1 ronde |        |
| 11  | Bob Matthews     | Velocette | +1 ronde |        |
| 12  | Pierre Monneret  | AJS       | +1 ronde |        |
| 13  | Ernie Thomas     | Velocette | +1 ronde |        |
| 14  | Eric Oliver      | Velocette | +1 ronde |        |

| Coureur    | Merk   | Oorzaak   |
| ---------- | ------ | --------- |
| Artie Bell | Norton | Blessures |

| Coureur        | Merk      |
| -------------- | --------- |
| Eric McPherson | AJS       |
| Bob Foster     | Velocette |
| Charlie Salt   | Velocette |
| Harold Daniell | Norton    |
| Johnny Lockett | Norton    |

### Top tien eindstand 350cc-klasse
| Pos. | Coureur        | Motorfiets | Ptn.    |
| ---- | -------------- | ---------- | ------- |
| 1    | Bob Foster     | Velocette  | 30      |
| 2    | Geoff Duke     | Norton     | 24 (28) |
| 3    | Les Graham     | AJS        | 17      |
| 4    | Artie Bell     | Norton     | 14      |
| 5    | Reg Armstrong  | Velocette  | 11      |
| 6    | Harry Hinton   | Norton     | 9       |
| 7    | Bill Lomas     | Velocette  | 9       |
| 8    | Harold Daniell | Norton     | 6       |
| 9    | Johnny Lockett | Norton     | 4       |
| 9    | Dickie Dale    | AJS        | 4       |

## 250cc-klasse
Dario Ambrosini won met zijn Benelli 250 Bialbero de derde race van het seizoen en stelde daarmee zijn wereldtitel veilig. Dat was een teleurstelling voor Moto Guzzi, dat een flink aantal rijders met de nieuwe Moto Guzzi Gambalunghino had uitgerust, die echter niet overal aan de start kwamen. Ambrosini was ook de enige Italiaan geweest die naar de TT van Man was gereisd en Moto Guzzi-coureur Maurice Cann kwam lang niet overal aan de start. 
| Pos | Coureur            | Merk       | Tijd      | Punten |
| --- | ------------------ | ---------- | --------- | ------ |
| 1   | Dario Ambrosini    | Benelli    | 1:23"03'3 | 8      |
| 2   | Fergus Anderson    | Moto Guzzi | +58'1     | 6      |
| 3   | Bruno Francisci    | Benelli    | +1"28'1   | 4      |
| 4   | Claudio Mastellari | Moto Guzzi | +2"38'7   | 3      |
| 5   | Alano Montanari    | Moto Guzzi | +1 ronde  | 2      |
| 6   | Ugo Plebani        | Moto Guzzi | +1 ronde  | 1      |
| 7   | Elio Scopigno      | Moto Guzzi | +1 ronde  |        |
| 8   | Armando Miele      | Benelli    | +1 ronde  |        |
| 9   | Onorato Francone   | Moto Guzzi | +2 ronden |        |
| 10  | Ernaldo Casprini   | Moto Guzzi | +2 ronden |        |
| 11  | B. Falconi         | Moto Guzzi | +2 ronden |        |
| 12  | Lanfranco Baviera  | Moto Guzzi | +3 ronden |        |

| Coureur          | Merk          |
| ---------------- | ------------- |
| Benoît Musy      | Moto Guzzi    |
| Carlo Bellotti   | Moto Guzzi    |
| Arnold Jones     | Moto Guzzi    |
| Arthur Burton    | Excelsior     |
| David Andrews    | Excelsior     |
| Dickie Dale      | Benelli       |
| Len Bayliss      | Elbee Special |
| Maurice Cann     | Moto Guzzi    |
| Roland Pike      | Rudge         |
| Ronald Mead      | Velocette     |
| William Campbell | Excelsior     |
| Wilf Billington  | Moto Guzzi    |
| Bruno Ruffo      | Moto Guzzi    |

### Top tien eindstand 250cc-klasse
| Pos. | Coureur            | Motorfiets | Ptn. |
| ---- | ------------------ | ---------- | ---- |
| 1    | Dario Ambrosini    | Benelli    | 24   |
| 2    | Maurice Cann       | Moto Guzzi | 14   |
| 3    | Bruno Ruffo        | Moto Guzzi | 6    |
| 3    | Fergus Anderson    | Moto Guzzi | 6    |
| 5    | Dickie Dale        | Benelli    | 4    |
| 5    | Wilf Billington    | Moto Guzzi | 4    |
| 5    | Bruno Francisci    | Benelli    | 4    |
| 5    | Ronald Mead        | Velocette  | 4    |
| 9    | Arthur Burton      | Excelsior  | 3    |
| 9    | Claudio Mastellari | Moto Guzzi | 3    |
| 9    | Benoît Musy        | Moto Guzzi | 3    |
| 9    | Roland Pike        | Rudge      | 3    |

## 125cc-klasse
Gianni Leoni won de 125cc-race, maar hij had nog slechts een theoretische kans op de wereldtitel. Het was echter al duidelijk dat de wereldtitel naar een van de drie Mondial-fabriekscoureurs zou gaan, want zij waren als enige naar de Ulster Grand Prix afgereisd. Bruno Ruffo had aan de vierde plaats genoeg om wereldkampioen te worden. Leoni kwam door zijn overwinning op gelijke hoogte met Carlo Ubbiali, die hij met 0,8 seconde verschil versloeg. 
| Pos | Coureur          | Merk      | Tijd      | Punten |
| --- | ---------------- | --------- | --------- | ------ |
| 1   | Gianni Leoni     | Mondial   | 45"44'4   | 8      |
| 2   | Carlo Ubbiali    | Mondial   | +0'8      | 6      |
| 3   | Luigi Zinzani    | Morini    | +0'9      | 4      |
| 4   | Bruno Ruffo      | Mondial   | +1"00'0   | 3      |
| 5   | Raffaele Alberti | Mondial   | +1"00'8   | 2      |
| 6   | Emilio Soprani   | Morini    | +2"36'7   | 1      |
| 7   | Romolo Ferri     | Morini    | +1 ronde  |        |
| 8   | Franco Bertoni   | MV Agusta | +1 ronde  |        |
| 9   | Renato Magi      | MV Agusta | +2 ronden |        |
| 10  | Antonio Ronchei  | MV Agusta | +2 ronden |        |
| 11  | Wim Zijlaard     | MV Agusta | +2 ronden |        |
| 12  | Renato Poggi     | MV Agusta | +2 ronden |        |
| 13  | Lucchi           | MV Agusta | +3 ronden |        |

| Coureur          | Merk      |
| ---------------- | --------- |
| Giuseppe Matucci | Morini    |
| Umberto Braga    | Mondial   |
| Felice Benasedo  | MV Agusta |
| Gijs Lagerweij   | Sparta    |

### Top tien eindstand 125cc-klasse
| Pos. | Coureur          | Motorfiets | Ptn. |
| ---- | ---------------- | ---------- | ---- |
| 1    | Bruno Ruffo      | Mondial    | 17   |
| 2    | Gianni Leoni     | Mondial    | 14   |
| 2    | Carlo Ubbiali    | Mondial    | 14   |
| 4    | Giuseppe Matucci | Morini     | 4    |
| 4    | Luigi Zinzani    | Morini     | 4    |
| 6    | Umberto Braga    | Mondial    | 3    |
| 7    | Raffaele Alberti | Mondial    | 2    |
| 7    | Felice Benasedo  | MV Agusta  | 2    |
| 9    | Gijs Lagerweij   | Sparta     | 1    |
| 9    | Emilio Soprani   | Morini     | 1    |

## Zijspanklasse
Eric Oliver en Ercole Frigerio waren eigenlijk de enige twee die de zijspanklasse serieus namen, maar Oliver, met bakkenist Lorenzo Dobelli, beschikte over het nieuwste Norton Manx-blok, terwijl Frigerio het met de verouderde eencilinder Gilera Saturno moest stellen. Oliver/Dobelli wonnen dan ook hun derde race en werden wereldkampioen. 
| Pos | Coureur         | Bakkenist           | Merk       | Tijd      | Punten |
| --- | --------------- | ------------------- | ---------- | --------- | ------ |
| 1   | Eric Oliver     | Lorenzo Dobelli     | Norton     | 43"03'2   | 8      |
| 2   | Ercole Frigerio | Ezio Ricotti        | Gilera     | +2"43'8   | 6      |
| 3   | Hans Haldemann  | Josef Albisser      | Norton     | +3"05'0   | 4      |
| 4   | Jakob Keller    | Gianfranco Zanzi    | Gilera     | +1 ronde  | 3      |
| 5   | Ernesto Merlo   | Dino Magri          | Gilera     | +1 ronde  | 2      |
| 6   | Fritz Mühlemann | Marie Mühlemann     | Norton     | +1 ronde  | 1      |
| 7   | Henry Meuwly    | Pierre Devaud       | Gilera     | +1 ronde  |        |
| 8   | A. Del Corno    | Onbekend            | Moto Guzzi | +2 ronden |        |
| 9   | Roberto Besana  | Onbekend            | Triumph    | +2 ronden |        |
| 10  | Willy Wirth     | Fred Schürtenberger | Gilera     | +2 ronden |        |
| 11  | Julien Deronne  | Johnny Anthony      | Norton     | +2 ronden |        |
| 12  | Luigi Marcelli  | Onbekend            | Gilera     | +2 ronden |        |
| 13  | Carlo Vittone   | Onbekend            | Carrù      | +2 ronden |        |
| 14  | Benoît Musy     | Onbekend            | MV Agusta  | +2 ronden |        |
| 15  | Poggi           | Onbekend            | Moto Guzzi | +3 ronden |        |

| Coureur             | Bakkenist          | Merk   |
| ------------------- | ------------------ | ------ |
| Alphonse Vervroegen | Pierrot Vervroegen | FN     |
| Marcel Masuy        | Denis Jenkinson    | BMW    |
| Ferdinand Aubert    | René Aubert        | Norton |

### Top tien eindstand zijspanklasse
| Pos. | Coureur             | Bakkenist           | Motorfiets | Ptn. |
| ---- | ------------------- | ------------------- | ---------- | ---- |
| 1    | Eric Oliver         | Lorenzo Dobelli     | Norton     | 24   |
| 2    | Ercole Frigerio     | Ezio Ricotti        | Gilera     | 18   |
| 3    | Hans Haldemann      | Josef Albisser      | Norton     | 8    |
| 4    | Ferdinand Aubert    | René Aubert         | Norton     | 7    |
| 5    | Henry Meuwly        | Pierre Devaud       | Gilera     | 3    |
| 5    | Jakob Keller        | Gianfranco Zanzi    | Gilera     | 3    |
| 7    | Alphonse Vervroegen | Pierrot Vervroegen  | FN         | 2    |
| 7    | Willy Wirth         | Fred Schürtenberger | Gilera     | 2    |
| 7    | Ernesto Merlo       | Dino Magri          | Gilera     | 2    |
| 10   | Fritz Mühlemann     | Marie Mühlemann     | Norton     | 2    |

1922 · 1923 · 1924 · 1925 · 1926 · 1927 · 1928 · 1929 · 1930 · 1931 · 1932 · 1933 · 1934 · 1935 · 1936 · 1937 · 1938 · 1939 · 1947 · 1948 · 1949 · 1950 · 1951 · 1952 · 1953 · 1954 · 1955 · 1956 · 1957 · 1958 · 1959 · 1960 · 1961 · 1962 · 1963 · 1964 · 1965 · 1966 · 1967 · 1968 · 1969 · 1970 · 1971 · 1972 · 1973 · 1974 · 1975 · 1976 · 1977 · 1978 · 1979 · 1980 · 1981 · 1982 · 1983 · 1984 · 1985 · 1986 · 1987 · 1988 · 1989 · 1990